# 分散橙1
分散橙1（英语：4-anilino-4'-nitroazobenzene）是一种偶氮染料。在商业中以25%的染料与NaCl及其他盐混合的形式售卖。
分散橙1可以用于实验室的闪光光解法
，通过光弛豫过程中进行的trans-4A4N与cis-4A4N之间的异构化反应。

## 备注
1. ↑  4-Anilino-4'-nitro